# Max Beauvoir
Max Gesner Beauvoir (Haití, 25 d'agost de 1936 - Port-au-Prince, Haití, 12 de setembre de 2015) va ser un bioquímic i "houngan" haitià. Beauvoir obtingué un dels títols més importants del sacerdoci vodú, "Suprem Servitur" (servent suprem), un títol donat a "houngans" i "mambos" (sacerdots i sacerdotesses vodús) que tenen un coneixement profund de la religió. Com a "Suprema Servitur", Max era considerat una gran autoritat dins del vodú.
A la dècada de 1950 surt del país i es gradua el 1958 a la City College de Nova York amb una llicenciatura en química. Continua els seus estudis a la Sorbona entre 1959 i 1962, graduant-se amb una llicenciatura en bioquímica. El 1965, al Cornell Medical Center, supervisa un equip de treball sobre la síntesi d'esteroides metabòlics. Això el portà a una empresa d'enginyeria del nord de Nova Jersey, i més tard treballa com a enginyer a la Digital Equipment Company, a Massachusetts. El seu interès pels esteroides el porta a experimentar amb hidrocortisona sintetitzat a partir de les plantes. Però el gener de 1973 la mort del seu pare el fa tornar a Haití i, és llavors, quan es converteix en sacerdot vodú.
El 1974 funda a casa seva Le peristil de Mariani, un "Hounfour" (que també serveix de clínica local), al poble de Mariani. Manté una relació problemàtica amb la família Duvalier, que manava a Haití, ell lluitava per satisfer les necessitats mèdiques dels pobres, però la seva condició de "houngan" li impedia usar la violència, tal com exigien els que estaven en contra dels Tonton Macoutes.
Durant aquest període, funda el Grup d'Estudis i Recerca sobre la Tradició Africana (Groupe d'études et de recherches traditionnelles, GERT) amb acadèmics, i més tard, el 1986, funda el Bode Nasyonal per contrarestar els efectes de la violència dechoukaj post-Duvalier i la dels paramilitars Tonton Macoutes, els quals havien estat utilitzats pel règim de Duvalier per oprimir al poble haitià.
El 1996 funda el "Yehwe Temple", a Washington DC, una organització sense ànim de lucre per millorar la relació entre l'educació i la religió afroamericana. El 1997, s'involucra eb la creació del grup KOSANBA a la Universitat de Califòrnia, Santa Bàrbara.
El 2005 crea el Federasyon Nasyonal Vodou Ayisyen, que el 2008 passa a dir-se Konfederasyon Nasyonal Vodou Ayisyen, per organitzar una defensa del vodú del país contra qui el difama. En Beauvoir exerceix de "cuiner Suprem" o "Ati Nasyonal".
Moria el dissabte 12 de setembre de 2015 a Port-au-Prince, amb 79 anys.

## Als mitjans
- El 1982 l'etnobotànic canadenc Wade Davis entrevista a Beauvoir pel seu llibre The Serpent and the Rainbow, 1985.
- Beauvoir obté una patent sobre el procés d'obtenció hecogenina de fulles de planta fins al 1993.[4]